# .no
.no je vrhovna internetska domena (country code top-level domain - ccTLD) za Norvešku. Domenom upravlja UNINETT Norid.

## Vanjske poveznice
- IANA .no whois informacija  Arhivirana inačica izvorne stranice od 3. prosinca 2008. (Wayback Machine)